# Gravipalpus standifer
Gravipalpus standifer là một loài nhện trong họ Linyphiidae. Loài này được phát hiện ở Argentina.